# Pilkovy hory

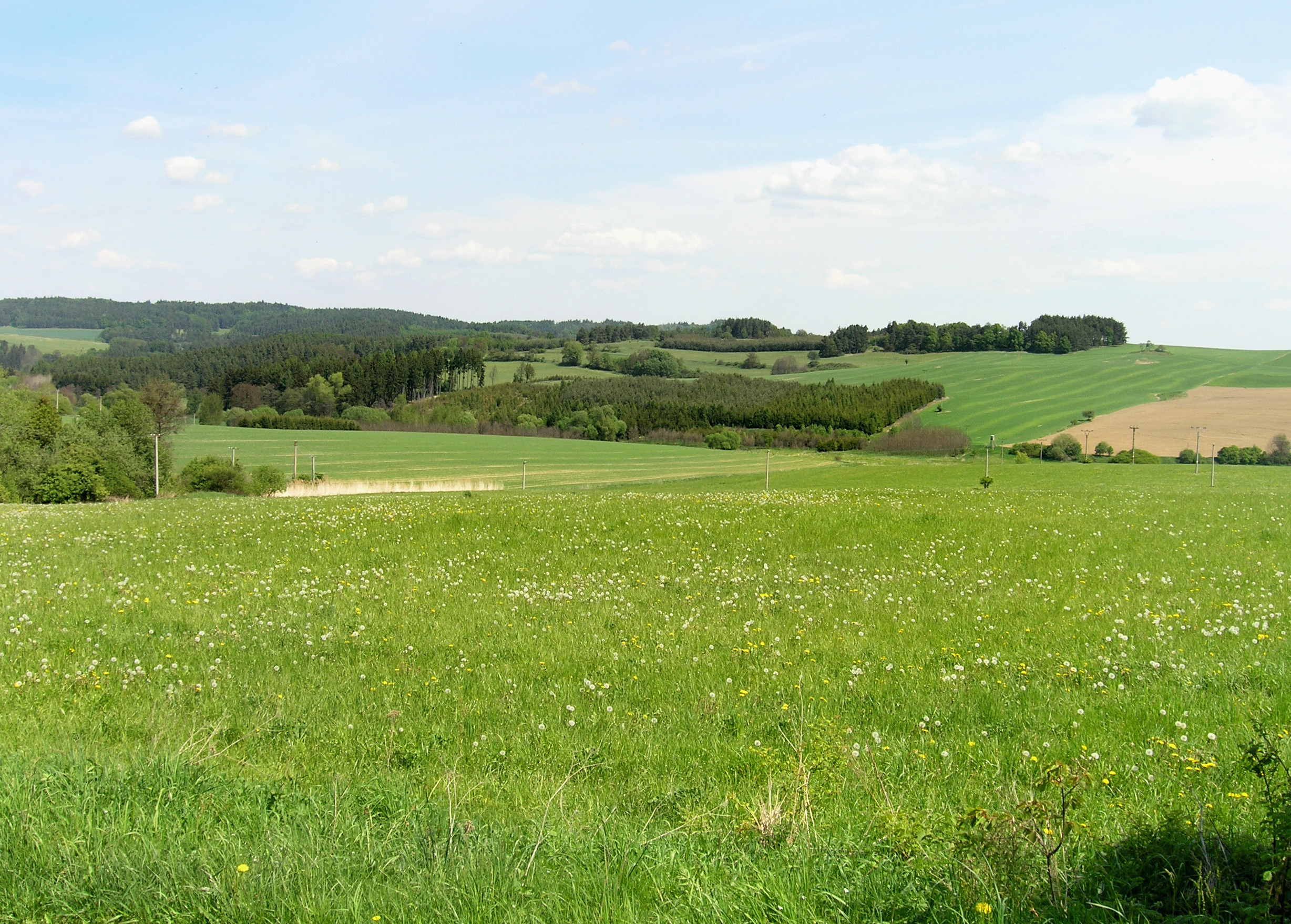
Pilkovy hory od jihozápadu

Pilkovy hory je nízký hřbet nacházející se jižně od vesnice Bučovice v okrese Benešov, 6 km západně od Votic. Leží ve Votické vrchovině a s ní jsou součástí geomorfologického celku Vlašimské pahorkatiny.
Nejvyšší a jediný vrchol nese stejnojmenný název – Pilkovy hory – a je vysoký 538 m.